# Nuendo
Nuendo ist ein Audio-Editor und Sequenzer der deutschen Firma Steinberg. Es weist seit Version 10 die gleichen Funktionen des vom selben Hersteller stammenden Programms Cubase auf. Zum Beispiel gibt es direkte Unterstützung für die Raumklang-Produktion, weshalb dieses Programm häufig zum Nachvertonen von Filmen verwendet wird, sowie administrative Netzwerkfunktionen, zusätzliche Automatisierungs- und Control-Systeme, Aufnahmelängen, die über die sogenannten Tagegrenzen des Zeitstrahls hinausgehen, Anpassung von Videomaterial an die Audioaufnahmen, Verwendung mehrerer Aufnahme-Datenträger innerhalb eines Projektes und Einbindung bzw. Kompatibilität mit speziellen, international üblichen Nachvertonungswerkzeugen. Lediglich professioneller Notendruck, Noteneditor, Drumeditor und einige in der Produktreihe Cubase mitgelieferten virtuellen Instrumenten-Plugins mussten früher mittels eines Expansion-Kits zugekauft werden. Seit Version 10 hat Nuendo den kompletten Umfang von Cubase 10, also die gleichen Instrumenten-Plugins, Noteneditor und Drumeditor wie Cubase 10 und benötigt kein Expansions-Kit mehr.
Nuendo ist für die Betriebssysteme Microsoft Windows und macOS erhältlich.
Für die Aufnahme und Wiedergabe von Audiomaterial wird ein AudioInterface, möglichst mit schnellem ASIO-Treiber, benötigt. Für die Aufnahme von MIDI-Daten muss ein entsprechendes Interface am Rechner angeschlossen sein. Über MIDI oder USB-Schnittstelle können externe Klangerzeuger (z. B. Synthesizer) sowie MIDI-Eingabegeräte (MIDI-Tastatur, MIDI-Gitarre, MIDI-Controller etc.) mit dem PC und somit der Tonsignal-Bearbeitungssoftware verbunden werden.
Bezüglich der Dateiformate herrscht Kompatibilität, ein mit Cubase-Versionen erstelltes Projekt lässt sich also auch mit Nuendo problemlos öffnen, dies gilt auch umgekehrt.
Ein Alleinstellungsmerkmal von Nuendo und Cubase (nur Pro-Edition) ist die die direkte Offline-Bearbeitung (DOP). Hier werden Effekte für jeden Audio-Clip im Hintergrund so gerendert, dass gleichzeitiges Arbeiten im Projekt während des Renderns möglich ist und später jederzeit alle Einstellungen an den gerenderten Effekten jederzeit wieder geändert werden können.
Um eine unberechtigte Weitergabe der Programme zu unterbinden, setzt Steinberg eine Online-Lizenzierung ein, so dass Nuendo an bis zu drei Geräten genutzt werden kann. Diese können jederzeit geändert und auf andere Rechner übertragen werden. Früher wurde dafür ein Dongle eingesetzt.